# Allonautilus
Allonautilus – rodzaj głowonogów z rzędu łodzików (Nautilida). Obejmuje gatunki wyodrębnione z rodzaju Nautilus na podstawie różnic anatomicznych w budowie muszli oraz w budowie wewnętrznej. Gatunkiem typowym rodzaju jest A. scrobiculatus.
Wyróżnione gatunki: 
- Allonautilus perforatus
- Allonautilus scrobiculatus